# Himantandraceae
Las himantandráceas (Himantandraceae) son una familia de Angiospermas del Orden Magnoliales. Consta de un único género Galbulimima F.M. Bailey, 1894 con una sola especie: Galbulimima belgraveana, que se distribuyen por Nueva Guinea, Molucas, Célebes, Nueva Bretaña y Australia oriental.

## Descripción
Son árboles grandes, de hasta 50 m de altura, con troncos a veces con contrafuertes. Indumento de escamas peltadas, cobrizas, en el envés foliar, los renuevos y las yemas florales. Los tallos con nodos 3-lacunares. Las  hojas dísticas, simples, enteras, pinnatinervias, broquidódromas, pecioladas, sin estípulas, con células secretoras esféricas abundantes, lo que les da apariencia punteada. Estomas paracíticos.
Son  plantas hermafroditas con flores perfectas, grandes (20-40 mm en diámetro), actinomorfas, espirales, hipóginas, solitarias (rara vez pareadas), axilares, aromáticas, con 2-6 grandes brácteas hemisféricas caducas cerradas alrededor de la flor. Receptáculo ligeramente cóncavo, disco hipándrico presente. Sépalos y pétalos ausentes; estambres 13-30(-35), estaminodios extrastaminales 3-23, intrastaminales 13-20, lineares, acintados, agudos, parte de los estambres y los estaminodios intrastaminales con glándulas en el limbo y los bordes, tecas 2, abaxiales, extrorsas, subbasales, dehiscentes por 2 valvas; carpelos (6-)7-28(-30), casi apocárpicos a semicárpicos, coalescentes durante el desarrollo del fruto, ápices con una cubierta mucilaginosa durante la antesis; estigmas apicales; óvulos 1-2 por carpelo, péndulos, anátropos, bitégmicos, crasinucelados; placentación apical o marginal.
El fruto sincárpico en drupa globular, roja, 20-50(-80) mm de diámetro, con varios pirenos aplanados de endocarpio duro y fibroso, cada uno con una semilla, formado por la soldadura postfecundacional de los carpelos. Las semillas aplanadas, endospermo oleoso, no ruminado, embrión recto, pequeño, con 2 cotiledones. El Polen esferoidal, anasulcado, uniaperturado, atectado y escabrado, exina muy delgada, aparentemente discontinua, intina gruesa, con estructuras tubulares.
Tiene un número cromosómico: n = 12, 2n = 24. Cromosomas bastante grandes.

## Ecología
Polinización probablemente cantaridófila, sin datos ciertos. Flores probablemente protóginas (protandras según algunos autores). Frutos suavemente aromáticos, de sabor resinoso, amargo y aromático, al parecer dispersados por palomas de las frutas (Ptilinopus spp., Columbidae Treroninae). Plantas propias de las selvas lluviosas de 0-2700 m de altura en Nueva Guinea, donde contribuyen a formar el dosel superior con sus copas.

## Fitoquímica
Contiene sesquiterpenos (fundamentalmente elemol, hedicariol, eudesmol, espatulenol), monoterpenos (fundamentalmente α-pineno, canfeno y δ-3-careno) y neolignanos presentes en la corteza, así como alcaloides piridínicos (policétidos relacionados con la himbacina), alucinógenos (fundamentalmente el conocido como GB13).

## Usos
Se usan las especies de este género como fuente de madera y de sustancias alucinógenas en los cultos locales (adivinación, alejamiento de malos espíritus), así como por las propiedades analgésicas de su corteza y hojas.

## Posición sistemática
Himantandraceae ha sido correctamente asociada desde su descripción con Magnoliaceae, Eupomatiaceae, Annonaceae y Degeneriaceae en el Orden Magnoliales. El APW (Angiosperm Phylogeny Website) considera que es el grupo hermano de la familia Degeneriaceae en un clado medio de la evolución del Orden (cf. AP-website).

## Táxones incluidos
Género Galbulimima F.M. Bailey, 1894. Especie tipo: G. baccata F.M. Bailey, 1894.
	: Sinónimo: Himantandra F. Muell., 1887; Himantandra F. Muell. ex Diels, 1912. Especie tipo: Eupomatia belgraveana F. Muell., 1887. El número de especies de este género no está bien definido, usualmente se mencionan estas dos:
- Especie Galbulimima belgraveana (F. Muell., 1887) Sprague, 1922 (= ? Himantandra nitida Baker f. & Norman, 1923; ? Himantandra parvifolia Baker f. & Norman, 1923) en Papúa Nueva Guinea, Molucas, Célebes, Nueva Bretaña y Australia oriental. Uno de los nombres locales más conocidos en Papúa Nueva Guinea es agara.

## Taxonomía
Galbulimima belgraveana fue descrita por (F. Muell.), Sprague y publicado en Synopsis Plantarum 2: 597. 1807.
Sinonimia
- Eupomatia belgraveana F.Muell.
- Galbulimima baccata F.M.Bailey
- Galbulimima nitida (Baker f. & Norman) Sprague
- Galbulimima parvifolia (Baker f. & Norman) Sprague
- Himantandra baccata (F.M.Bailey) Diels
- Himantandra belgraveana (F. Muell.) Diels
- Himantandra nitida Baker f. & C.Norman
- Himantandra parvifolia Baker f. & C.Norman[2]